# Internationale Filmfestspiele von Cannes 1984
Die 37. Internationalen Filmfestspiele von Cannes 1984 fanden vom 11. Mai bis zum 23. Mai 1984 statt.

## Wettbewerb
Im Wettbewerb des diesjährigen Festivals wurden folgende Filme gezeigt:
| Filmtitel                        | Regisseur          | Produktionsland            | Darsteller (Auswahl)                                 |
| Another Country                  | Marek Kanievska    | Großbritannien             | Rupert Everett, Colin Firth                          |
| Bayan ko: Kapit sa patalim       | Lino Brocka        | Philippinen, Frankreich    |                                                      |
| Die Bounty                       | Roger Donaldson    | Großbritannien, USA        | Mel Gibson, Anthony Hopkins, Laurence Olivier        |
| Cal                              | Pat O’Connor       | Großbritannien             | Helen Mirren, John Lynch                             |
| The Element of Crime             | Lars von Trier     | Dänemark                   |                                                      |
| Ghare Baire                      | Satyajit Ray       | Indien                     | Soumitra Chatterjee, Victor Banerjee                 |
| Heinrich IV.                     | Marco Bellocchio   | Italien                    | Marcello Mastroianni, Claudia Cardinale              |
| Napló                            | Márta Mészáros     | Ungarn                     |                                                      |
| Paris, Texas*                    | Wim Wenders        | Frankreich, Deutschland    | Harry Dean Stanton, Nastassja Kinski, Dean Stockwell |
| Die Piratin                      | Jacques Doillon    | Frankreich                 | Jane Birkin, Maruschka Detmers                       |
| Quilombo                         | Carlos Diegues     | Brasilien, Frankreich      |                                                      |
| Die Reise nach Kythera           | Theo Angelopoulos  | Griechenland               |                                                      |
| Los santos inocentes             | Mario Camus        | Spanien                    | Francisco Rabal, Alfredo Landa                       |
| Ein Sonntag auf dem Lande        | Bertrand Tavernier | Frankreich                 | Louis Ducreux, Michel Aumont                         |
| Success Is the Best Revenge      | Jerzy Skolimowski  | Frankreich, Großbritannien | Michael York, Joanna Szczerbic, Michel Piccoli       |
| Der Tag ist länger als die Nacht | Lana Gogoberidze   | Sowjetunion                |                                                      |
| Unter dem Vulkan                 | John Huston        | Mexiko, USA                | Albert Finney, Jacqueline Bisset, Katy Jurado        |
| Vigil                            | Vincent Ward       | Neuseeland                 | Penelope Stewart                                     |
| Wo die grünen Ameisen träumen    | Werner Herzog      | Deutschland, Australien    | Bruce Spence                                         |

* = Goldene Palme

## Internationale Jury
In diesem Jahr war der britische Schauspieler Dirk Bogarde Jurypräsident. Er stand folgender Jury vor: Franco Cristaldi, Michel Deville, Stanley Donen, István Dósai, Arne Hestenes, Isabelle Huppert, Ennio Morricone, Jorge Semprún und Wadim Jussow.

## Preisträger
- Goldene Palme: Paris, Texas
- Großer Preis der Jury: Napló
- Bester Schauspieler: Francisco Rabal und Alfredo Landa in Los santos inocentes
- Beste Schauspielerin: Helen Mirren in Cal
- Bester Regisseur: Bertrand Tavernier für Ein Sonntag auf dem Lande
- Bestes Drehbuch: Theo Angelopoulos, Tonino Guerra, Thanasis Valtinos für Die Reise nach Kythera
- Beste künstlerische Einzelleistung: Peter Biziou für seine Kameraführung in Another Country
- Technikpreis: The Element of Crime

## Weitere Preise
- FIPRESCI-Preis: Paris, Texas und Die Reise nach Kythera
- Preis der Ökumenischen Jury: Paris, Texas